# 그리스 왕국의 군주 배우자
이 문서는 그리스 왕국의 군주 배우자 목록을 나타낸 문서이다.

## 그리스 왕국의 왕비
| 사진 초상화                                   | 이름                         | 배우자           | 아버지 출신 가문                                          | 출생일           | 결혼일           | 즉위일           | 퇴위일           | 사망일                     |
| 비텔스바흐 왕가                               | 비텔스바흐 왕가              | 비텔스바흐 왕가  | 비텔스바흐 왕가                                           | 비텔스바흐 왕가  | 비텔스바흐 왕가  | 비텔스바흐 왕가  | 비텔스바흐 왕가  | 비텔스바흐 왕가            |
| --------------------------------------------- | ---------------------------- | ---------------- | --------------------------------------------------------- | ---------------- | ---------------- | ---------------- | ---------------- | -------------------------- |
|                                               | 올덴부르크의 아말리아        | 오톤             | 아우구스트 1세 (홀슈타인고트르프)                         | 1818년 12월 21일 | 1836년 11월 22일 | 1836년 11월 22일 | 1862년 10월 23일 | 1875년 5월 20일            |
| 슐레스비히홀슈타인존더부르크글뤽스부르크 왕가 |                              |                  |                                                           |                  |                  |                  |                  |                            |
|                                               | 러시아의 올가 콘스탄티노브나 | 요르요스 1세     | 콘스탄틴 니콜라예비치 대공 (홀슈타인고트르프로마노프)     | 1851년 9월 3일   | 1867년 10월 7일  | 1867년 10월 7일  | 1913년 3월 18일  | 1926년 6월 18일            |
|                                               | 프로이센의 소피아            | 콘스탄티노스 1세 | 프리드리히 3세 (호엔촐레른)                               | 1870년 6월 14일  | 1889년 10월 27일 | 1913년 3월 18일  | 1917년 6월 11일  | 1936년 11월 22일           |
|                                               | 아스파시아 마노스            | 알렉산드로스 1세 | 페트로스 마노스 (마노스)                                  | 1896년 12월 4일  | 1919년 11월 4일  | 1919년 11월 4일  | 1920년 10월 25일 | 1972년 8월 7일             |
|                                               | 프로이센의 소피아            | 콘스탄티노스 1세 | 프리드리히 3세 (호엔촐레른)                               | 1870년 6월 14일  | 1889년 10월 27일 | 1920년 12월 19일 | 1922년 9월 27일  | 1936년 11월 22일           |
|                                               | 루마니아의 엘리사베트        | 요르요스 2세     | 페르디난드 1세 (호엔촐레른지그마링겐)                     | 1894년 10월 12일 | 1921년 2월 27일  | 1922년 9월 27일  | 1924년 3월 25일  | 1956년 11월 14일/11월 15일 |
|                                               | 하노버의 프레데리키          | 파블로스         | 에른스트 아우구스트 3세 (하노버)                          | 1917년 4월 18일  | 1938년 1월 9일   | 1947년 4월 1일   | 1964년 3월 6일   | 1981년 2월 6일             |
|                                               | 덴마크의 아네마리            | 콘스탄티노스 2세 | 프레데리크 9세 (슐레스비히홀슈타인존더부르크글뤽스부르크) | 1946년 8월 30일  | 1964년 9월 18일  | 1964년 9월 18일  | 1973년 6월 1일   | 생존                       |

## 같이 보기
- 그리스 왕국의 군주